# Acacia media
Acacia media é uma espécie de leguminosa do gênero Acacia, pertencente à família Fabaceae.